# Учкуприкский район

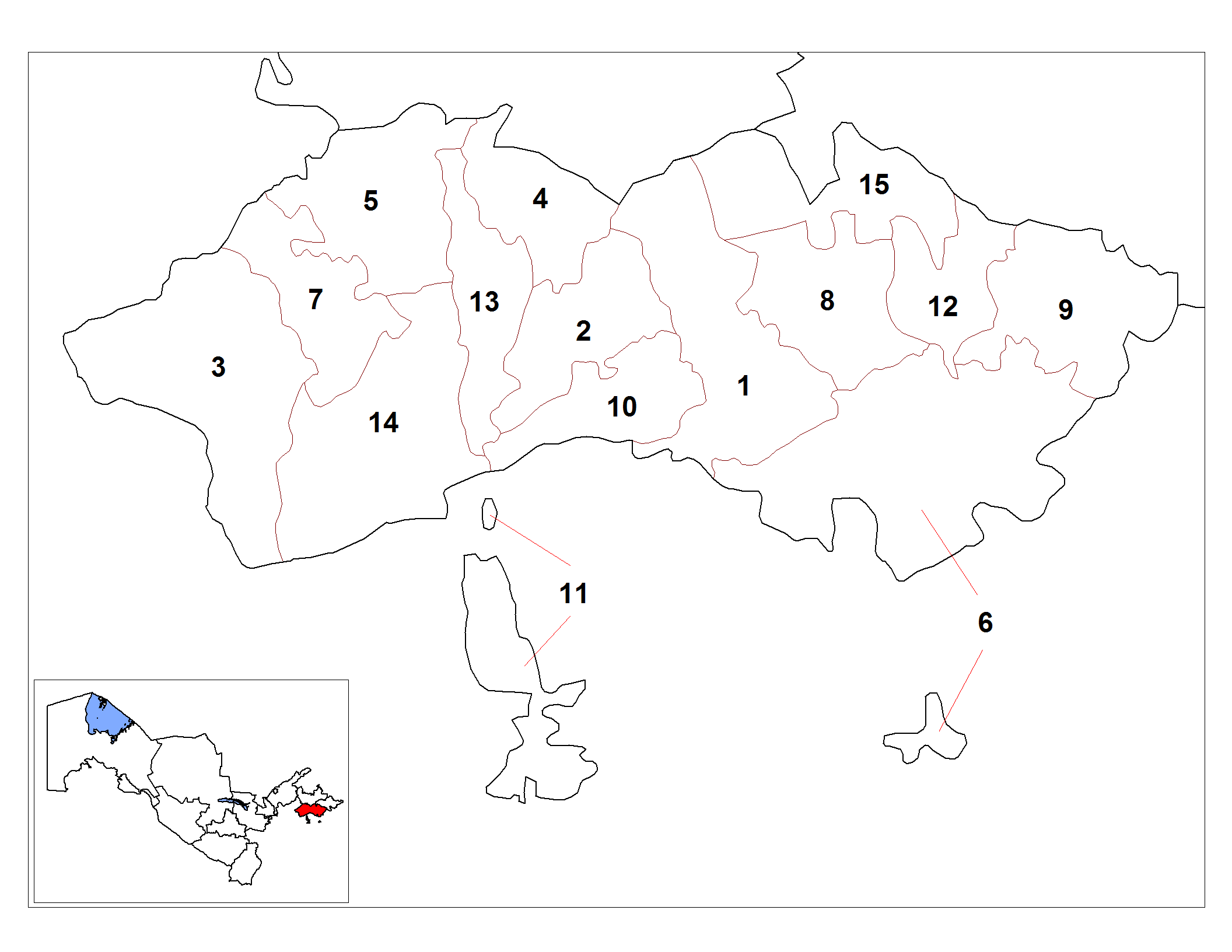
Ферганская область

Учкуприкский район (тума́н; узб. Uchkoʻprik tumani / Учкўприк тумани) — район в Ферганской области Узбекистана. Административный центр — городской посёлок Учкуприк.

## История
Территория нынешнего Учкуприкского района с 1882 по 1926 год входила в состав Кенагаской и Янгикурганской волостей Кокандского уезда Российской империи.
В ходе районирования при Советской власти в 1926 году эти земли оказались в составе Кокандского и Багдадского районов Ферганского округа.
1 октября 1938 года в составе Ферганской области был образован Молотовский район в честь советского партийного деятеля В. М. Молотова. 13 февраля 1943 года 6 сельсоветов Молотовского района были переданы в новый Бувайдинский район. В 1957 году Молотовский район был переименован в Ленинградский район. 14 декабря 1959 года к Ленинградскому району была присоединена часть территории упразднённого Бувайдинского района. В 1992 году получил название Учкуприкский район.

## География
Территория района простирается на 280 км² и граничит с Дангаринским, Багдадским и Бувайдинским районами.

## Население
Население района составляет 234 000 жителей. В основном это узбеки, также есть киргизы, таджики и другие национальности.

## Административно-территориальное деление
По состоянию на 1 января 2024 года, в состав района входят:
52 городских посёлков:
1. Учкўприк
2. Фаровон
3. Янгиқишлок
4. Тургоқ
5. Яккамулла
6. Анхорбўйи
7. Хасанқора
8. Бахрин
9. Янгиобод
10. Тинчлик
11. Янгибоғ
12. Яккатут
13. Зиғир
14. Мерган
15. Ғози-ғиждон
16. Ғиждон
17. Мирзахўжа
18. Бешкапа
19. Қумариқ
20. Истиқбол
21. Палохон
22. Юлғинзор
23. Янгийўл
24. Навруз
25. Қораянтоқ
26. Собиржон
27. Нихол
28. Чанг
29. Олтин водий
30. Бегобод
31. Катта Кенагас
32. Сой бўйи
33. Кичик Кенагас
34. Катта Қашқар
35. Катта Қоракўл
36. Олмурод
37. Тўқсонқовун
38. Катта Қўштепа
39. Чорбоғ
40. Бегмурод
41. Машад
42. Тепақўрғон
43. Султон
44. Пучуғой
45. Бобошбек
46. Оқсув
47. Сариқўрғон
48. Тожик
49. Боғибўстон
50. Қўрбонқашқар
51. Янгиер
52. Мехнатобод

52 сельских сходов граждан:
Учкўприк
Фаровон
Янгиқишлок
Тургоқ
Яккамулла
Анхорбўйи
Хасанқора
Бахрин
Янгиобод
Тинчлик
Янгибоғ
Яккатут
Зиғир
Мерган
Ғози-ғиждон
Ғиждон
Мирзахўжа
Бешкапа
Қумариқ
Истиқбол
Палохон
Юлғинзор
Янгийўл
Навруз
Қораянтоқ
Собиржон
Нихол
Чанг
Олтин водий
Бегобод
Катта Кенагас
Сой бўйи
Кичик Кенагас
Катта Қашқар
Катта Қоракўл
Олмурод
Тўқсонқовун
Катта Қўштепа
Чорбоғ
Бегмурод
Машад
Тепақўрғон
Султон
Пучуғой
Бобошбек
Оқсув
Сариқўрғон
Тожик
Боғибўстон
Қўрбонқашқар
Янгиер
Мехнатобод

## Экономика
Учкуприкский район является в основном сельскохозяйственным, однако также развито производство хлопчатобумажной пряжи и ниток.
В махалле «Бобошбек» Учкуприкского района Ферганской области проживает около 4 тысяч 700 человек. Махалля издревле славится предприимчивостью жителей. В ходе визита Президента страны в Ферганскую область 12 мая 2021 года именно в этой махалле был торжественно сдан в эксплуатацию первый этап современного комплекса логистики и торговли.
Таким образом, жители махалли избавились от изнуряющего труда по пошиву одежды в небольших и плохо проветриваемых помещениях и ведения торговли на узких улочках. В настоящее время в просторном роскошном комплексе осуществляют свою деятельность 32 производственных цеха. В каждом из них постоянной работой обеспечены от 25 до 40 человек. Изготавливаемая здесь женская, мужская и детская одежда экспортируется в Россию, Казахстан, Таджикистан, Кыргызстан, Афганистан и десятки других стран.
– По вторникам и воскресеньям в махаллинском комплексе логистики и торговли проводятся оптовые продажи, – говорит помощник председателя схода граждан махалли Хуршидбек Саматов. – Понравившуюся одежду могут приобрести покупатели не только нашей страны, но и зарубежья. В среднем за один рыночный день реализуется продукция на 150-200 тысяч долларов США.
В результате ввода в эксплуатацию современного комплекса за короткое время представители 207 семей стали самозанятыми, члены почти ста семей были зарегистрированы в качестве индивидуальных предпринимателей, со статусом юридического лица были организованы 22 субъекта предпринимательства.
– В нашей махалле каждая семья получает доходы, – говорит молодой предприниматель Ирода Содикова. – Например, в нашем цехе 35 жителей махалли обеспечены постоянной работой. В настоящее время очень много заказов, совсем нет свободного времени, поэтому планируем расширить производство.
Отрадно, что в эти дни закончилось строительство и сдан в эксплуатацию второй этап комплекса логистики и торговли. Построено двухэтажное здание проектной стоимостью 55,1 миллиарда сумов. В здании размещены 216 магазинов, 230 торговых точек, склады готовой продукции и сырья. Со сдачей в эксплуатацию второго этапа комплекса планируется довести объем оптовой торговли за один рыночный день до 300 тысяч долларов США. Предприимчивые жители махалли работают над созданием в ближайшей перспективе бренда «Бобошбек» и намерены открыть торговые дома за рубежом.

## Спорт
В 2005 году по инициативе прокурора района (он был любителем волейбола) на базе детской спортивной школы образован мужской волейбольный клуб Высшей лиги  «Учкуприк-Волейбол-Спорт» (УВС), который в 2006 году стал обладателем Кубка Узбекистана.
В финале Кубка страны Учкуприкские волейболисты встретились с признанным фаворитом узбекского волейбола — командой Алмалыкского горно-металлургического комбината (АГМК), которая однажды уже была победителем этого турнира.
В 4-сетовом матче УВС обыграл АГМК со счётом 3:1 (25:10, 22:25, 25:22, 25:22), а игрок УВС, 24-летний Мухитдин Шадманов был признан лучшим разводящим турнира.
С этого момента в районе начался настоящий волейбольный бум, и сотни мальчишек стали заполнять спортивные площадки региона.
Генеральный секретарь Республиканской федерации волейбола Леонид Айрапетянц в интервью газете «Правда Востока» сказал:
«Дебютант среди мужских волейбольных дружин Высшей лиги — клуб УВС стал обладателем Кубка Узбекистана. Кто-то из специалистов может посчитать этот результат сенсационным. Я так не считаю.
Кубковые баталии тем и отличаются, что в них побеждает азарт, умение настроиться на решающие поединки в скоротечном турнире. Тут порой не столь важна разница в классе игры.
УВС, как одна из самых молодых команд, сполна продемонстрировала все эти качества и заслуженно получила почетный трофей республики».
Однако после ухода прокурора с занимаемой должности клуб УВС прекратил своё существование.

## Известные уроженцы
- Ихтиёр Абдуллаев — государственный и общественный деятель, Генеральный прокурор Республики Узбекистан.
- Мирзаахмад Дехканов — хлопкороб, председатель колхоза имени Энгельса, Герой социалистического труда.
- Хазиний Зиёдхан Тура (1867—1926) — узбекский народный поэт.